# Ivy Pochoda
Ivy Pochoda (*  22. Januar 1977 in Philadelphia) ist eine US-amerikanische Schriftstellerin und war professionelle Squashspielerin.

## Leben
Pochoda wuchs in Brooklyn auf und studierte an der Harvard University, wo sie MA-Abschlüsse in klassischer griechischer, englischer und amerikanischer Literatur absolvierte. Ebenfalls erhielt sie einen MFA für Kreatives Schreiben am Bennington College in Bennington (Vermont). Nach ihrer Squashkarriere wurde 2009 ihr erster Roman veröffentlicht. Für ihre schriftstellerische Tätigkeit erhielt sie mehrere Auszeichnungen.
Sie ist verheiratet mit dem Filmemacher und Drehbuchautor Justin Nowell und lebt in Los Angeles.

## Squashkarriere
Pochoda spielte von 1999 bis 2006 auf der WSA World Tour und erreichte ihre höchste Position in der Weltrangliste mit Platz 38 im März 2000. Mit der US-amerikanischen Nationalmannschaft nahm sie 1998, 2000 und 2006 an Weltmeisterschaften teil. 2001, 2002 und 2008 erreichte sie jeweils das Halbfinale der nationalen Meisterschaften. Für Harvard trat sie außerdem im College Squash an und gewann im Hochschulsport mehrere Titel.

## Veröffentlichungen
- The Art of Disappearing. St. Martin’s Press, 2009, ISBN 978-0-312-38585-9.
- Visitation Street. Hodder & Stoughton General Division, 2014, ISBN 978-1-4447-7827-4.
  - Visitation Street. Dt. von Barbara Heller, ars vivendi verlag, 2020, ISBN 978-3-7472-0116-9.
- Wonder Valley. Ecco, 2017, ISBN 978-0-06-265635-3.
  - Wonder Valley. Dt. von Sabine Roth und Rudolf Hermstein, ars vivendi verlag, 2019, ISBN 978-3-86913-994-4.
- These Women. Ecco, 2020, ISBN 978-0-06-265638-4.
  - Diese Frauen. Dt. von Sigrun Arenz, ars vivendi verlag, 2021, ISBN 978-3-7472-0218-0.
- Sing her down. Macmillan, 2023, ISBN 978-0-37-460848-4.
  - Sing mir vom Tod. Dt. von Stefan Lux, Suhrkamp, Berlin 2024, ISBN 978-3-518-47462-4.